# Ostrétsovo
Ostrétsovo (en rus: Острецово) és un poble de l'óblast de Tula, a Rússia, segons el cens del 2010 tenia 79 habitants.